# رایان پینکستون
رایان پینکستون (انگلیسی: Ryan Pinkston؛ زادهٔ ۸ فوریهٔ ۱۹۸۸) هنرپیشه اهل ایالات متحده آمریکا است. او از سال ۲۰۰۲ میلادی تاکنون مشغول فعالیت بوده‌است.
از فیلم‌ها یا برنامه‌های تلویزیونی که وی در آن نقش داشته‌است می‌توان به ورونیکا مارس، هانا مونتانا، آشنایی با مادر، سانتای بد، بچه‌های جاسوس ۳: بازی باخته، و کالج اشاره کرد.